# Sutjeska (film)
Sutjeska je jugoslovanski partizanski film iz leta 1973, ki ga je režiral Stipe Delić po scenariju Branimirja Šćepanovića, Sergeja Bondarčuka, Wolfa Mankowitza, Miljenka Smojeta in Orsona Wellesa. V glavnih vlogah nastopajo Richard Burton, Ljuba Tadić, Bata Živojinović, Irene Papas, Milena Dravić, Bert Sotlar, Boris Dvornik, Rade Marković, Ljubiša Samardžić, 
Milan Puzić in Nikola Angeloski. Film prikazuje Bitko na Sutjeski, najobsežnejši spopad na območju Jugoslavije med drugo svetovno vojno. Producirali sta ga bosansko-hercegovski družbi Bosna Film in Sutjeska Film ter je eden najdražjih jugoslovanskih filmov vseh časov. Z mednarodnimi filmskimi zvezdami so poskušali prekositi uspeh filma Bitka na Neretvi iz leta 1969. Film je imel tudi podporo Josipa Broza Tita, ki je vseskozi spremljal produkcijo filma, si ogledal scene in tudi vztrajal pri izboru glavne vloge Tita za Burtona.
Film je bil premierno prikazan 3. julija 1973. Izbran je bil za jugoslovanskega kandidata za oskarja za najboljši tujejezični film na 46. podelitvi oskarjev, toda ni prišel v ožji izbor. Na Mednarodnem filmskem festivalu v Moskvi je osvojil posebno nagrado in bil nominiran za glavno nagrado za najboljši film, na Puljskem filmskem festivalu pa je osvojil glavno nagrado velika zlata arena za najboljši film, zlati areni za najboljši scenarij in igralca (Samardžić) ter bronasto areno za režijo.

## Vloge
- Richard Burton kot Josip Broz Tito
- Ljuba Tadić kot Sava Kovačević
- Bata Živojinović kot Nikola
- Miroljub Lešo kot Boro
- Irene Papas kot Borova mati
- Milena Dravić kot Vera
- Bert Sotlar kot Barba
- Boris Dvornik kot Ivan
- Rade Marković kot Radoš
- Ljubiša Samardžić kot Stanojlo
- Milan Puzić kot član partizanskega štaba
- Kole Angelovski kot Stanojlov prijatelj
- Stole Aranđelović kot duhovnik
- Relja Bašić kot stot. Stewart
- Branko Špoljar kot član glavnega štava
- Petar Banićević kot stot. William Deakin
- Günter Meisner kot gen. Rudolf Lüters
- Anton Diffring kot gen. Alexander Löhr
- Michael Cramer kot polk. Wagner
- Orson Welles kot Winston Churchill